# رحیم‌بیگلو سفلی
رحیم‌بیگلو سفلی روستایی است که در استان اردبیل، شهرستان مشگین‌شهر، بخش ارشق، دهستان ارشق مرکزی قرار دارد.

## جمعیت
بر اساس سرشماری سال ۱۳۸۵ جمعیت این روستا ۳۷۸ نفر با ۸۰ خانوار بوده‌است.